# 上川誠二
上川 誠二（かみかわ せいじ、1960年3月27日 - ）は、和歌山県出身の元プロ野球選手（内野手）。

## 来歴・人物

### プロ入り前
和歌山県立箕島高等学校では1977年（昭和52年）、エース東裕司（三菱自動車水島）を擁し二塁手として第49回選抜高等学校野球大会に出場。準決勝で山口哲治のいた智弁学園を降し決勝に進出。東が中村高の山沖之彦との投げ合いを制し、7年ぶりの優勝を飾る。春夏連覇の期待もかかったが、夏は県予選決勝で田辺高の木下透に完封負け。同年が最後の開催となった奈良県勢との紀和大会にも進めなかった。1年下のチームメートに石井雅博がいた。
高校卒業後、三協精機に進み、1年目で都市対抗に出場するも、入社1年目にして不況により野球部が休部となる。映写機のネジ締め作業を3か月行った後、大昭和製紙へ移る。1980年、1981年（昭和56年）と都市対抗に連続して出場するが、同年の冬にまたもチームが休部となる。これを入団時にマスコミは「二度死んだ男」と言った。既に同年のドラフト会議も終わっており、阪急ブレーブスと中日ドラゴンズから入団の打診があり、ドラフト外で中日ドラゴンズに入団。

### プロ入り後
1982年（昭和57年）2月6日の守備練習中にイレギュラーボールが下顎に当たり、顎を亀裂骨折、前歯1本欠損、残る歯もほぼ折れる怪我をしてしまう。しかし、数日後には、顎にブリッジをかけ包帯で包み、歯が取れかけていたので針金で強く巻いた状態でキャンプに再合流し、その姿に近藤貞雄監督は驚き、闘志を買って、翌週には一軍昇格を果たす。1年目ながら二塁手として田野倉正樹と併用され、リーグ優勝に貢献。同年の日本シリーズでは全試合に先発出場。伏兵と称され、第3戦で逆転本塁打、第6戦で同点適時打を放つなど活躍。敗退はしたが、21打数6安打6打点を記録し敢闘賞を受賞。
1983年（昭和58年）オフに監督就任した山内一弘から、ダウンスイングからレベルスイングへの改造指導を受け、ヒットゾーンを広げた。同年はレギュラー二塁手に定着し、初めて規定打席（36位、打率.249）にも達する。
1984年（昭和59年）は自己最高の打率.309（11位）を記録した。
1986年（昭和61年）は、2年連続リーグ5位と低迷するチームの中にあって、チーム最高打率となる.295を記録した。しかし、同年12月、妻が出産のために妻（後述）の実家がある東京に居たところ、オフに監督就任した星野仙一から「ロッテに行ってくれ。お前は向こうから指名されて行くのだから、しっかり頑張って来い」と電話があり、牛島和彦・平沼定晴・桑田茂と共に落合博満との4対1の交換トレードでロッテに移籍。
1989年（平成元年）には、自己最高の12本塁打43打点を記録。
1993年（平成5年）には、堀幸一が育ち、控えに回ることも多くなったことから、体力的にはまだ余裕があったが現役を引退する。
引退後はロッテの二軍コーチ（1994年 - 1995年）、中日の二軍コーチ（1996年 - 1999年）、東海ラジオ野球解説者（2000年 - 2004年）を経て、2005年（平成17年）から楽天コーチに就任し2007年（平成19年）まで務めた。
2008年（平成20年）からロッテコーチに就任。
2012年まで務めた。
2004年（平成16年）には国士舘大学男子ソフトボール部コーチとして全日本大学ソフトボール選手権優勝に貢献した。
私生活では中日ドラゴンズ在籍当時、1980年（昭和55年）に日本代表としてミス・ユニバース世界大会に出場した檜山久恵と結婚した。
ロッテのコーチを退任した後、ビル管理会社の勤務を経て、ジャパンアスレチックアカデミーで少年に野球を教えている。

## 選手としての特徴
常にバットのグリップを一握り半余らせて握りコツコツと嫌らしく当てていくバッティングは、「ピラニア」と称された。肘を故障する前のルイス・サンチェのストレートをコンパクトなスイングで弾き返すなど、シュアなバッティングが光る巧打者だった。
三振の少ない選手でもあり、規定打席に到達したシーズンでも30三振を記録したことがなく、リーグの最少三振打者に複数回なっている。

## 詳細情報

### 年度別打撃成績
| 年 度      | 球 団      | 試 合 | 打 席 | 打 数 | 得 点 | 安 打 | 二 塁 打 | 三 塁 打 | 本 塁 打 | 塁 打 | 打 点 | 盗 塁 | 盗 塁 死 | 犠 打 | 犠 飛 | 四 球 | 敬 遠 | 死 球 | 三 振 | 併 殺 打 | 打 率 | 出 塁 率 | 長 打 率 | O P S |
| ---------- | ---------- | ----- | ----- | ----- | ----- | ----- | -------- | -------- | -------- | ----- | ----- | ----- | -------- | ----- | ----- | ----- | ----- | ----- | ----- | -------- | ----- | -------- | -------- | ----- |
| 1982       | 中日       | 99    | 254   | 233   | 20    | 53    | 8        | 0        | 2        | 67    | 17    | 4     | 4        | 5     | 2     | 12    | 2     | 2     | 21    | 4        | .227  | .271     | .288     | .559  |
| 1983       | 中日       | 127   | 403   | 369   | 36    | 92    | 17       | 3        | 5        | 130   | 30    | 3     | 7        | 6     | 2     | 22    | 2     | 4     | 24    | 6        | .249  | .299     | .352     | .651  |
| 1984       | 中日       | 126   | 442   | 404   | 47    | 125   | 26       | 5        | 7        | 182   | 39    | 17    | 5        | 5     | 2     | 27    | 13    | 4     | 16    | 4        | .309  | .359     | .450     | .809  |
| 1985       | 中日       | 119   | 415   | 385   | 37    | 98    | 18       | 5        | 5        | 141   | 38    | 4     | 5        | 7     | 3     | 20    | 9     | 0     | 18    | 8        | .255  | .289     | .366     | .655  |
| 1986       | 中日       | 129   | 478   | 437   | 43    | 129   | 20       | 5        | 3        | 168   | 22    | 7     | 5        | 15    | 1     | 23    | 5     | 2     | 26    | 7        | .295  | .333     | .384     | .717  |
| 1987       | ロッテ     | 96    | 283   | 262   | 28    | 67    | 12       | 0        | 6        | 97    | 29    | 6     | 6        | 4     | 4     | 13    | 0     | 0     | 15    | 5        | .256  | .287     | .370     | .657  |
| 1988       | ロッテ     | 98    | 258   | 230   | 25    | 60    | 9        | 2        | 2        | 79    | 20    | 2     | 1        | 6     | 3     | 16    | 1     | 3     | 6     | 5        | .261  | .313     | .343     | .657  |
| 1989       | ロッテ     | 112   | 394   | 361   | 43    | 103   | 18       | 0        | 12       | 157   | 43    | 8     | 3        | 5     | 0     | 26    | 2     | 2     | 22    | 11       | .285  | .337     | .435     | .772  |
| 1990       | ロッテ     | 107   | 313   | 291   | 27    | 85    | 17       | 3        | 6        | 126   | 28    | 7     | 0        | 7     | 4     | 9     | 2     | 2     | 19    | 3        | .292  | .314     | .433     | .747  |
| 1991       | ロッテ     | 84    | 142   | 131   | 14    | 35    | 4        | 1        | 2        | 47    | 10    | 1     | 1        | 4     | 1     | 5     | 1     | 1     | 9     | 0        | .267  | .297     | .359     | .656  |
| 1992       | ロッテ     | 57    | 102   | 95    | 5     | 21    | 3        | 0        | 1        | 27    | 5     | 0     | 0        | 2     | 0     | 5     | 0     | 0     | 8     | 1        | .221  | .260     | .284     | .544  |
| 1993       | ロッテ     | 16    | 16    | 16    | 0     | 4     | 0        | 0        | 0        | 4     | 1     | 0     | 0        | 0     | 0     | 0     | 0     | 0     | 2     | 0        | .250  | .250     | .250     | .500  |
| 通算：12年 | 通算：12年 | 1170  | 3500  | 3214  | 325   | 872   | 152      | 24       | 51       | 1225  | 282   | 59    | 37       | 66    | 22    | 178   | 37    | 20    | 186   | 54       | .271  | .312     | .381     | .693  |

- 各年度の太字はリーグ最高

### 表彰
- 日本シリーズ敢闘賞：1回 （1982年）

### 記録
初記録
- 初出場：1982年4月4日、対広島東洋カープ1回戦（広島市民球場）、8回裏に田野倉正樹に代わり二塁手として出場
- 初安打：1982年4月14日、対ヤクルトスワローズ2回戦（明治神宮野球場）、7回表に土屋正勝の代打として出場、西井哲夫から単打
- 初先発出場：1982年4月21日、対読売ジャイアンツ4回戦（平和台球場）、8番・二塁手として先発出場
- 初打点：1982年5月7日、対読売ジャイアンツ6回戦（ナゴヤ球場）、9回裏に江川卓からサヨナラ適時打
- 初本塁打：1982年6月8日、対広島東洋カープ8回戦（新大分球場）、3回表に津田恒美からソロ

節目の記録
- 1000試合出場：1990年10月2日、対福岡ダイエーホークス25回戦（川崎球場）、11回裏に福澤洋一の代打として出場 ※史上293人目

### 背番号
- 59 （1982年 - 1984年）
- 6 （1985年 - 1993年）
- 77 （1994年 - 1995年）
- 96 （1996年）
- 92 （1997年 - 1999年）
- 72 （2005年 - 2012年）